# Verneuil (Marne)
Verneuil település Franciaországban, Marne megyében. Lakosainak száma 840 fő (2022. január 1.). Verneuil Passy-Grigny, Champvoisy, Dormans, Troissy, Vandières és Vincelles községekkel határos.

## Népesség
A település népessége az elmúlt években az alábbi módon változott:
| Lakosok száma | 706  | 820  | 776  | 818  | 837  | 839  | 840  | 846  | 844  | 840  |
|               | 1968 | 1982 | 1990 | 2006 | 2013 | 2015 | 2017 | 2019 | 2020 | 2022 |